# Sean Cowan
Sean Cowan (né le 25 août 1969 à Huntington, dans l'État de New York aux États-Unis) est un joueur professionnel américain de hockey sur glace.

## Carrière en club
En 1989, il commence sa carrière avec le Elmira College dans la NCAA. Il passe professionnel avec les IceCaps de Raleigh dans l'ECHL en 1991.

## Statistiques
| Saison    | Équipe                   | Ligue |    | Saison régulière | Saison régulière | Saison régulière | Saison régulière | Saison régulière |   | Séries éliminatoires | Séries éliminatoires | Séries éliminatoires | Séries éliminatoires | Séries éliminatoires |
| Saison    | Équipe                   | Ligue | PJ | B                | A                | Pts              | Pun              | PJ               | B | A                    | Pts                  | Pun                  |                      |                      |
| 1989-1990 | Elmira College           | NCAA  | 33 | 1                | 7                | 8                | 107              | -                | - | -                    | -                    | -                    |                      |                      |
| 1990-1991 | Elmira College           | NCAA  | 35 | 3                | 15               | 18               | 78               | -                | - | -                    | -                    | -                    |                      |                      |
| 1991-1992 | Storm de Toledo          | ECHL  | 17 | 4                | 5                | 9                | 45               | -                | - | -                    | -                    | -                    |                      |                      |
| 1991-1992 | IceCaps de Raleigh       | ECHL  | 38 | 0                | 8                | 8                | 72               | 4                | 0 | 0                    | 0                    | 8                    |                      |                      |
| 1992-1993 | Icecaps de Raleigh       | ECHL  | 60 | 5                | 18               | 23               | 88               | 10               | 1 | 1                    | 2                    | 6                    |                      |                      |
| 1993-1994 | Renegades de Richmond    | ECHL  | 20 | 0                | 5                | 5                | 52               | -                | - | -                    | -                    | -                    |                      |                      |
| 1993-1994 | Freeze de Dallas         | LCH   | 33 | 2                | 11               | 13               | 22               | 7                | 0 | 3                    | 3                    | 10                   |                      |                      |
| 1999-2000 | Icemen de B.C.           | UHL   | 1  | 0                | 0                | 0                | 0                | -                | - | -                    | -                    | -                    |                      |                      |
| 2003-2004 | IceHawks de l'Adirondack | UHL   | 1  | 0                | 0                | 0                | 0                | -                | - | -                    | -                    | -                    |                      |                      |

## Statistiques de roller-hockey
| Saison | Équipe                   | Ligue |    | Saison régulière | Saison régulière | Saison régulière | Saison régulière | Saison régulière |   | Séries éliminatoires | Séries éliminatoires | Séries éliminatoires | Séries éliminatoires | Séries éliminatoires |
| Saison | Équipe                   | Ligue | PJ | B                | A                | Pts              | Pun              | PJ               | B | A                    | Pts                  | Pun                  |                      |                      |
| 1993   | Coasters du Connecticut  | RHI   | 12 | 5                | 25               | 30               | 12               | -                | - | -                    | -                    | -                    |                      |                      |
| 1994   | River Rats de Sacramento | RHI   | 21 | 4                | 14               | 18               | 39               | -                | - | -                    | -                    | -                    |                      |                      |
| 1998   | Riot de New York         | MLRH  | 18 | 5                | 11               | 16               | 10               | -                | - | -                    | -                    | -                    |                      |                      |